# Kamba (folk)
För andra betydelser, se Kamba.

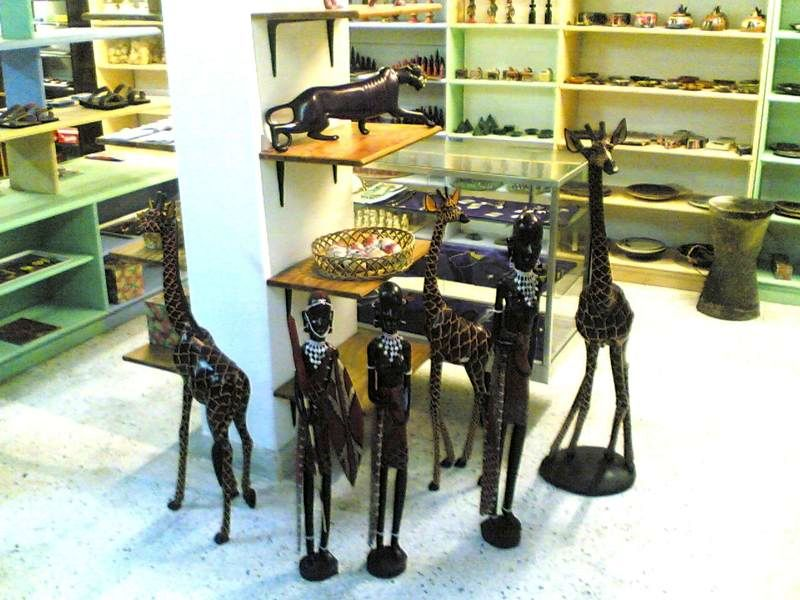
Kambasnickerier i souvenirbutik i Mombasa.

Kamba (kamba: pl. akamba) eller Ukambani är en folkgrupp i Kenya, med traditionellt hemland öster om Nairobi, främst i provinsen Eastern.[källa behövs] De är en undergrupp till bantufolken och deras modersmål är kamba, ett språk som är nära besläktat med kikuyu.[källa behövs] Kamba är en av Kenyas fem största folkgrupper, med omkring 11 procent av den totala befolkningen.[källa behövs]

## Historia
Bantufolken är traditionellt bönder, men för omkring 200 år sedan flyttade de till ett område öster om Nairobi mot Tsavo nationalpark. De var duktiga på handel och bedrev sådan verksamhet från kusten till Victoriasjön upp till Turkanasjön. Främst handlade de med elfenben, öl, honung, järnvapen, prydnadsföremål och pärlor. Marken de bosatte sig på var torr så mat handlades av grannfolken massajerna och kikuyuerna. Under kolonialtiden, se Brittiska Östafrika, var akamba respekterade för sin  intelligens och stridsskicklighet. Under första världskriget värvades de till armén och deltog i kriget. Britterna försökte dock begränsa antalet nötkreatur som Akamba kunde äga och konfiskerade boskap över det fastställda beloppet. I protest mot britternas försök att begränsa deras verksamhet skapade folkgruppen Ukamba Members Association. Gruppen samlade till en fredlig protestmarsch mot Nairobi. I början av 1990-talet tillhörde en stor del av de som arbetade inom försvar och brottsbekämpning akamba.

## Traditioner
Kamba är indelade i olika åldersgrupper. Män anses vuxna vid ungefär 12 års ålder och äldste är "ansvariga för administrativa och rättsliga funktioner samt övervakar religiösa ritualer och iakttagelser".

### Religion
Folkets ursprungliga religion påminde om kikuyernas. De trodde på en gud, Ngai, och på förfädernas  andar, släktkulten var särskilt väl utvecklad. Enligt tradition är det medier som kommunicerar med andar. Majoriteten har dock konverterat till kristendomen.

## Kända kamba
- Mutula Kilonzo
- Kalonzo Musyoka
- Paul Ngei
- Muindi Mbingu
- Charity Ngilu
- Patrick Ivuti
- Benson Masya
- Michael Musyoki
- Cosmas Ndeti
- Kakai Kilonzo